# إساءة لفظية

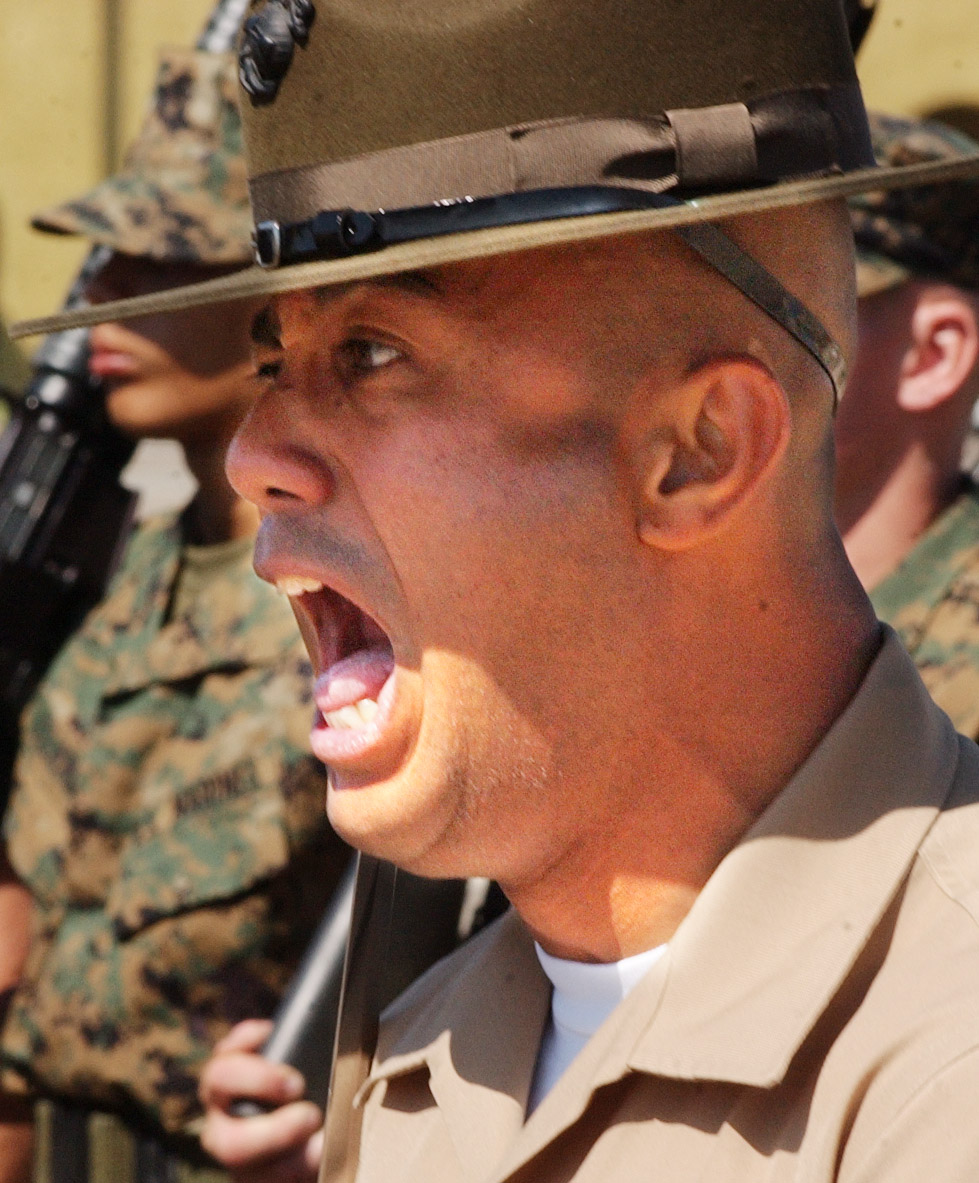

الإساءة اللفظية (تعرف أيضا سب أو البلطجة) هي شكل من أشكال الاعتداء، وأفضل وصف لها بأنها بيان تعريف سلبي بأن يُقال عنك أو لك؛ أو بحجب أي رد وبالتالي تحديد الهدف غير الموجود. تكون الإساءة اللفظية بالكلمات، على العكس من التنمر الذي يتجاوز إلى الإساءة الجسدية.
إذا كان المعتدي لا يعتذر فورا ونادراً ما ينغمس في بيان التعريف، قد تكون العلاقة علاقة مسيئة لفظياً.
ويمكن أن تترك الإساءة اللفظية أن تترك تأثيراً سلبياً على الشخص المعتدى عليه.

## أنواعها
في المدارس وفي الحياة اليومية، قد يتعرض الشخص لاساءة لفظية- البلطجة (التي غالباً ما يكون لها عنصر بدني) للحصول على مركز متفوق على الشخص المستهدف وللارتباط بالآخرين ضد الهدف. عادة، المتنمر لا يعرف طريقة أخرى للتواصل عاطفياً مع الآخرين.
وفي العلاقات الرومانسية، قد يستجيب المسيء اللفظي لانفصال الشريك، أي الأفكار المستقلة، و الآراء، والرغبات، والمشاعر، والتعابير(حتى السعادة) يعتبرها المعتدي تهديداً أو مهيجاً أو هجوماً. ويعتقد البعض أن المعتدي لديه انخفاض في احترام الذات وبالتالي يحاول وضع ضحيته في موقف مماثل، أي أن يعتقد أشياء سلبية عن نفسه.
وبسبب حاجة المعتدي للهيمنة وعدم رغبته في قبول شريكه على قدم المساواة، فأن المسيء اللفظي مجبر على انكار تصورات الشريك، والإساءة، التي تتسبب بمزيد من الألم النفسي للضحية. ويعرف هذا أيضاً باسم الإضاءة الغازية أو السلوك الشبيه بالغاز، لأن المسيء يبقي هدف أساءة المعاملة غير متوازن مع سلوكه الساخن والبارد الذي لا يمكن التنبؤ به.ويضيف هذا الارتباك إلى الألم الناجم عن الإيذاء النفسي ويبقي الضحية بحالة غير متوازنة.
أي شخص يمكن أن يتعرض للإساءة اللفظية. وعادة، في العلاقات الرومانسية أوالعائلية، يزداد سوء المعاملة اللفظية في الشدة والتواتر مع مرور الوقت. وبعد التعرض للإساءة اللفظية، قد يصاب الضحايا بالاكتئاب السريري. الشخص المستهدف بالإساءة اللفظية مع مرور الوقت قد يستسلم لأي مرض مرتبط بالإجهاد. الإساءة اللفظية تخلق الألم العاطفي والكرب الذهني في هدفها.
وعلى الرغم من من أن الإساءة اللفظية لا تترك كدمات. فان الإساءة اللفظية يمكن أن تضر بصحة الشخص بنفس القدر من الضرر البدني.

## وصلات خارجية
- الشتائم (منع سن المراهقة)
- علامات التحذير من المعتدي اللفظية
- الشتائم- إشارة توراتية
- اللفظية الدفاع عن النفس